# Marie Laure Tardieu
Marie Laure Tardieu-Blot ( 1902 - 1998 ) fue una botánica, y pteridóloga francesa, siendo en 1964 subdirectora del Museo Nacional de Historia Natural de Francia.

## Algunas publicaciones
- Les Aspléniées du Tonkin, 1932
- Flore de la Nouvelle-Calédonie et dépendances , 1969
- Flore de Madagascar et des Comores. 13-13 bis, Lycopodiacées... Huperziacées, 1971
- Flore de Madagascar et des Comores, 1951
- Flore du Cambodge, du Laos et du Viêt-Nam. 12, Hernandiaceæ, por Klaus Kubitzki, 1951
- Flore générale de l'Indo-Chine, 1932-1950
- Moringacées, 1962
- Les Ptéridophytes de l'Afrique intertropicale française , 1953
- "Sterculiaceae" nouvelles d'Indochine,, 1943
- Sur le genre "Pterocymbium" et les "Pterocymbium" d'Indochine, 1943 (tesis presentada en la Facultad de Ciencias de París para obtener el título de Doctor en Ciencias Naturales, por Mme Tardieu-Blot)

### Libros
- Flore du Cambodge, du Laos et du Vietnam : Supplément à la Flore générale de l'Indochinee de H. Lecomte, 1967. 159 pp.
- Flore du Cameroun, 1964. 373 pp.
- Supplément à la Flore générale de l'Indo-Chine publiée sous la direction de H. Humbert, 1938. 1.028 pp.

### Participación en capítulos
- Tardieu-Blot, marie-laure; a Guillaumin; j Arènes; f Pellegrin; h Humbert; f Gagnepain; s Jovet-Ast. 1938. Supplément à la Flore générale de l'Indo-Chine publiée sous la direction de H. Humbert. Ed. Muséum national d'histoire naturelle, Phanérogamie. 1.028 pp.

## Honores
En 1932, fue designada miembro de la Société Botanique de France.
- La abreviatura «Tardieu» se emplea para indicar a Marie Laure Tardieu como autoridad en la descripción y clasificación científica de los vegetales.[2]